# Kostel svaté Kateřiny (Slezské Rudoltice)
Kostel svaté Kateřiny v obci Slezské Rudoltice (okres Bruntál) je farní kostel, který byl postaven v letech 1871–1875 a je kulturní památka České republiky.

## Historie

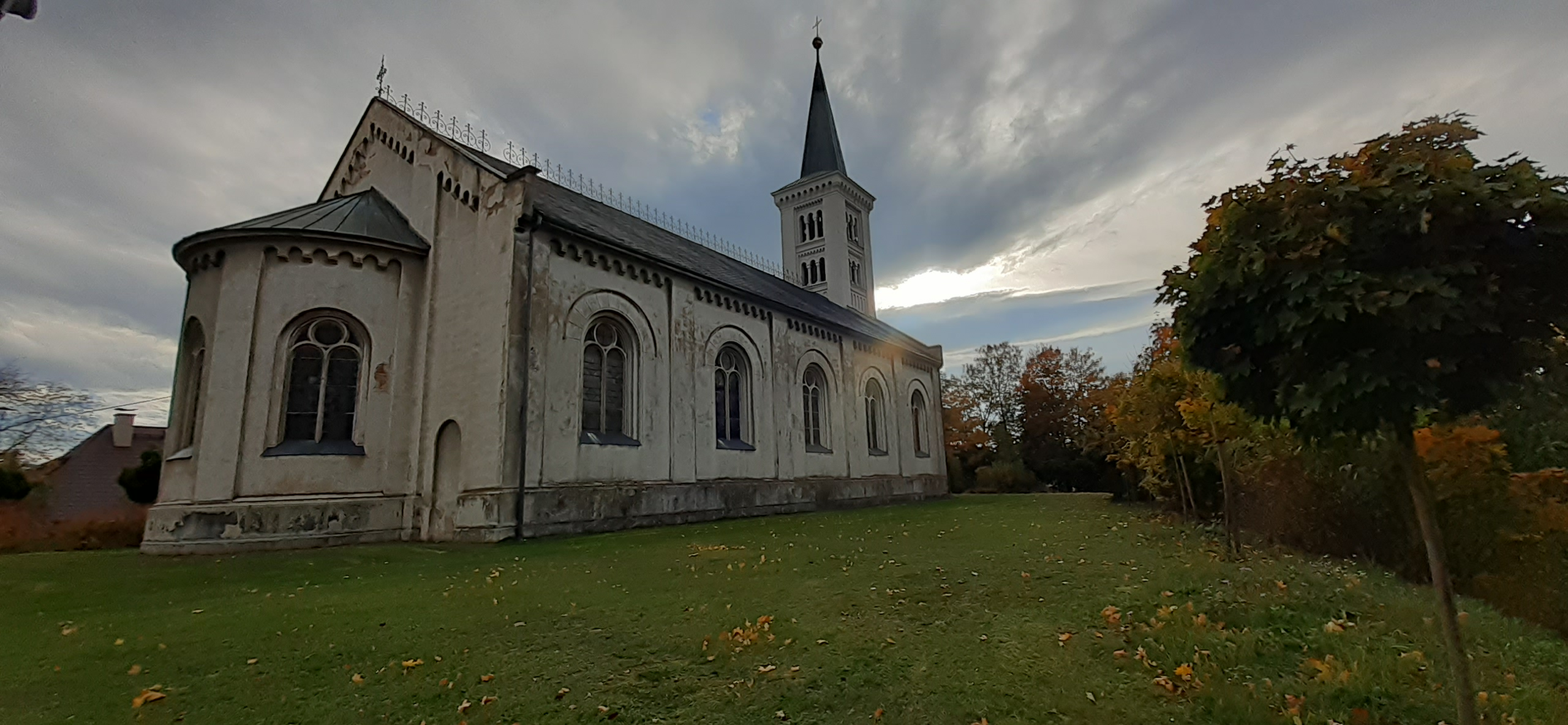

První písemná zmínka o Slezských Rudolticích je z roku 1255. O původním dřevěném kostele jsou první písemné zmínky v roce 1671. Kostel měl i dva zvony, jeden z roku 1557. V roce 1870 vypracoval plán nového kostela arcibiskupský architekt Gustav Meretta. Výstavba novorománského kostela byla zahájená demolicí starého kostela v roce 1871 a na téměř stejném místě a téhož roku byl postaven firmou krnovského stavitele Ernsta Latzela kostel nový. Stavba byla dokončena v roce 1874, ale dokončovací sochařské práce pokračovaly až do roku 1875. Z krypty starého kostela byly vyzvednuty ostatky rodu Hodiců s náhrobky a přeneseny do krypty v lodi nového kostela, který byl vysvěcen 29. června 1875. V roce 1932 byl kostel elektrifikován.
Hřbitov kolem kostela byl zrušen v roce 1804.
Kostel sv. Kateřiny patří pod Děkanát Krnov.

## Popis
Trojlodní zděná novorománská stavba z let 1871–1875 od Gustava Meretta.
V interiéru je obraz Svatá rodina od malíře Rudolpha Templera (1837–1905).